# سكوت تاغارت
سكوت تاغارت (بالإنجليزية: Scott Taggart)‏ هو لاعب كرة قدم بريطاني في مركز الوسط، ولد في 27 ديسمبر 1991 في كيلسيث ‏ في المملكة المتحدة. لعب مع نادي آير يونايتد ونادي دمبرتون ونادي غرينوك مورتون ونادي هيبرنيان.

## وصلات خارجية
- سكوت تاغارت على موقع قاعدة بيانات كرة القدم.إي يو (الإنجليزية)
- سكوت تاغارت على موقع Soccerbase.com (لاعب) (الإنجليزية)